# Армяно-румынские отношения
Армяно-румынские отношения — двусторонние дипломатические отношения между Арменией и Румынией. Государства являются членами Совета Европы, Организации черноморского экономического сотрудничества и Организации Объединённых Наций.

## История
Первые дипломатические отношения установились во время Первой мировой войны. В 1915 году Бухаресте было открыто Генеральное консульство Армении, выдававшее паспорта армянским беженцам, искавшим убежища после геноцида в Османской империи.
С 1990 года армянская община имеет депутатский мандат в Парламенте Румынии, представитель общины — депутат Варужан Памбукчян.
10 октября 1991 года было подписано соглашение между Арменией и Румынией о торгово-экономических отношениях и научно-техническом сотрудничестве. Государства установили официальные дипломатические отношения 17 декабря 1991 года.
В Румынии проживает около 3000 человек армянского происхождения.
В октябре 2007 года президент Армении Серж Саргсян принял делегацию, возглавляемую министром национальной обороны Румынии Теодором Мелешкану, и отметил, что армяно-румынская дружба имеет глубокие исторические корни и неслучайно Румыния стала первой страной, официально признавшей независимость Армении от СССР.
1 марта 2021 года в силу вступило Всеобъемлющее соглашение о расширенном партнерстве между Арменией и Европейским союзом.

## Дипломатические представительства
- Армения имеет посольство в Бухаресте (открыто 24 апреля 1994 года)[6].
- Румыния содержит посольство в Ереване[7].